# Changiostyrax dolichocarpus
Changiostyrax dolichocarpus är en storaxväxtart som först beskrevs av Cheng Jing Qi, och fick sitt nu gällande namn av C.T. Chen. Changiostyrax dolichocarpus ingår i släktet Changiostyrax och familjen storaxväxter. Inga underarter finns listade i Catalogue of Life.